# Agathokles von Syrakus

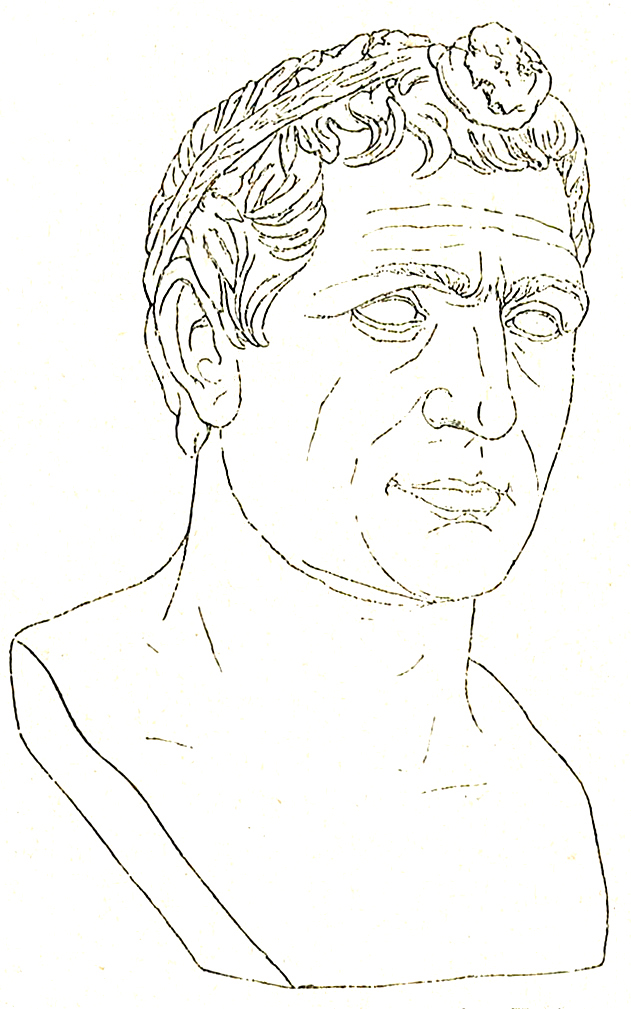
Zeichnung einer Büste, die vermutlich Agathokles darstellt. Vatikanische Museen, Sala dei Busti

Agathokles (griechisch Ἀγαθοκλῆς Agathoklḗs; * 361 v. Chr. oder 360 v. Chr. in Thermai auf Sizilien; † 289 v. Chr. in Syrakus) war ab 316 v. Chr. Tyrann von Syrakus und von 305/304 v. Chr. bis zu seinem Tod König eines von ihm geschaffenen sizilischen Reichs.
Seinen Aufstieg begann Agathokles in Syrakus als Offizier, dann profilierte er sich als Politiker auf der Seite der Anhänger der Demokratie und bekämpfte die oligarchische Stadtregierung. Unter dem Druck seiner Gegner musste er ins Exil gehen, worauf er sich als Söldnerführer betätigte. Schließlich konnte er seine Heimkehr durchsetzen und wurde zum Feldherrn gewählt. Wenige Jahre danach übernahm er in einem Staatsstreich die Macht. Faktisch wurde er Tyrann, doch blieb die demokratische Verfassung formal in Kraft.
Agathokles führte einen langen, verlustreichen Krieg gegen die Karthager, die einen Teil Siziliens beherrschten. In einem kühnen Feldzug griff er sie mit einer Invasionsstreitmacht im nordafrikanischen Kerngebiet ihres Reichs an. Nach Anfangserfolgen musste er das Unternehmen jedoch abbrechen und schließlich auf der Basis der Verhältnisse vor dem Kriegsausbruch Frieden schließen. Danach nahm er den Königstitel an. Es gelang ihm, fast den ganzen griechischen Teil Siziliens und Teile Kalabriens in seine Gewalt zu bringen. Seinem Ziel der Herrschaft über die ganze Magna Graecia kam er zeitweilig nahe, doch scheiterte sein Versuch einer Dynastiegründung an einem Zwist in seiner Familie. Nach seinem Tod kamen gegnerische Kräfte an die Macht.

## Leben

### Herkunft und Jugend
Agathokles war ein Sohn des Karkinos, der aus Rhegion stammte. Karkinos war aus seiner Heimatstadt verbannt worden, worauf er sich in Thermai niederließ und eine Bürgerin dieser Stadt heiratete. Das an der Nordküste Siziliens gelegene Thermai gehörte zum westlichen Teil der Insel, der damals unter der Herrschaft der Karthager stand. Als Agathokles etwa 18 Jahre alt war, übersiedelte die Familie nach Syrakus. Damit folgte Karkinos einem Aufruf des Feldherrn Timoleon, der in Syrakus die Tyrannenherrschaft beseitigt hatte. Timoleon suchte neue Bürger für die entvölkerte Stadt, die unter häufigen Kriegswirren schwer gelitten hatte. So erhielt Karkinos das syrakusische Bürgerrecht. Nach den Angaben der Quellen war er ein einfacher Töpfer, und Agathokles erlernte das Handwerk seines Vaters. In Wirklichkeit muss Karkinos aber ein wohlhabender Mann gewesen sein, dem eine Töpferwerkstatt gehörte. Später verschwieg Agathokles seine Herkunft aus dem Handwerkermilieu nicht, vielmehr bekannte er sich zu ihr und nutzte sie als Herrscher für seine Selbstdarstellung. Demonstrative Bescheidenheit und Volksnähe war ein wesentliches Element seines Auftretens.
Noch zu Timoleons Zeit begann Agathokles seine militärische Karriere. Er bewährte sich erst als Soldat, dann als Offizier. Später, nach Timoleons gesundheitsbedingtem Rücktritt vom Feldherrnamt im Jahr 337 v. Chr., nahm Agathokles an einem Feldzug gegen Akragas (Agrigent) teil und gewann dabei die Gunst des Feldherrn (Strategos) Damas, der ihn zum Chiliarchen beförderte. Nach Damas’ Tod heiratete er dessen Witwe. Dadurch wurde er zu einem der reichsten Männer in Syrakus, was ihm eine gute Ausgangsbasis für seinen politischen Aufstieg bot.
Nach dem Rücktritt Timoleons trat in Syrakus der traditionelle scharfe Gegensatz zwischen den Demokraten und den Anhängern der Oligarchie wieder in den Vordergrund. Die Oligarchen hatten die Oberhand, sie beherrschten als Hetairie der „Sechshundert“ die Stadt. Agathokles’ älterer Bruder Antandros wurde zum Feldherrn gewählt, muss also gute Beziehungen zu den herrschenden Kreisen gehabt haben. Agathokles hingegen trat als Redner in der Volksversammlung auf und profilierte sich auf der Seite der oppositionellen Demokraten. So konnte er aber bei den damaligen Machtverhältnissen nicht aufsteigen. Nach einem erfolgreichen Feldzug auf dem italischen Festland wurde ihm die Tapferkeitsauszeichnung, die er verdient zu haben meinte, nicht gewährt. Nun wandte er sich offen gegen die Machthaber und beschuldigte die führenden Oligarchen Sosistratos und Herakleides öffentlich, nach der Tyrannis zu streben. Mit dieser Anklage konnte er sich aber nicht durchsetzen, vielmehr festigten die beiden Oligarchenführer noch ihre Macht. Damit wurde Agathokles’ Stellung in Syrakus unhaltbar, und er sah sich gezwungen, die Stadt zu verlassen. Das muss aber nicht bedeuten, dass er förmlich verbannt wurde.

### Zweimal Exil und Heimkehr
Agathokles ging nach Unteritalien und führte dort das Leben eines Söldnerführers. Damit schuf er sich eine eigenständige Machtbasis als Voraussetzung für eine Rückkehr. Sein erster militärischer Handstreich war allerdings ein Fehlschlag: Er versuchte die bedeutende Stadt Kroton in Kalabrien gewaltsam in seinen Besitz zu bringen, wohl in Verbindung mit dortigen Demokraten, scheiterte aber völlig und musste mit wenigen überlebenden Anhängern nach Tarent fliehen. Die Tarentiner nahmen ihn unter ihre Söldner auf, misstrauten ihm aber wegen seines Ehrgeizes und seiner Umtriebe, was zu seiner Entlassung führte. Darauf sammelte er demokratische Kämpfer um sich, die von der Oligarchenpartei aus ihren Städten vertrieben worden waren. Eine Gelegenheit bot sich ihm in Rhegion, der Heimatstadt seines Vaters. Dort waren die Demokraten an der Macht, die Stadt wurde aber von Truppen der syrakusischen Oligarchen angegriffen, die ihren örtlichen Gesinnungsgenossen zur Machtübernahme verhelfen wollten. Offenbar erzielte Agathokles einen bedeutenden Erfolg; der Angriff wurde zurückgeschlagen und dadurch die Stellung von Sosistratos und Herakleides in Syrakus derart geschwächt, dass es dort zum Umsturz kam. Die Demokraten kamen wieder an die Macht und verjagten die Führungsschicht der Gegenpartei aus der Stadt. Die vertriebenen Anhänger der Oligarchie verbündeten sich mit den Karthagern. Dank dieser Entwicklung konnte Agathokles um 322 v. Chr. heimkehren.
In den folgenden Kämpfen gegen die verbündeten Karthager und Oligarchen zeichnete sich Agathokles aus. Es gelang ihm aber vorerst nicht, eine führende Stellung in der Stadt zu erringen. Vielmehr beschlossen die Syrakuser, die offenbar seinem Ehrgeiz misstrauten, einen Feldherrn aus Korinth, der Mutterstadt von Syrakus, zu erbitten. Dieser sollte den Oberbefehl übernehmen und nach dem Vorbild Timoleons die Stadt retten und einen äußeren und inneren Frieden herbeiführen. Korinth schickte Akestorides, der für eine Versöhnung mit den verbannten Oligarchen und einen Friedensschluss mit den Karthagern sorgte und Agathokles verbannte. Die radikalen Demokraten mussten weichen, und es kamen gemäßigte Oligarchen an die Macht. Vergeblich versuchte Akestorides, Agathokles mit einem Mordanschlag aus dem Weg zu räumen. Der verbannte Agathokles stellte ein Privatheer auf, wozu sein Vermögen offenbar ausreichte. Dabei machte er sich den Umstand zunutze, dass die Syrakuser in anderen Städten als Unterdrücker betrachtet wurden, und trat erfolgreich als Verfechter der Interessen dieser Städte gegen Syrakus auf. Er konnte Leontinoi einnehmen und wagte sogar einen Angriff auf Syrakus. Für die dortigen oligarchischen Machthaber wurde die Lage so gefährlich, dass sie die Karthager zu Hilfe riefen.
In dieser Lage bewährte sich das diplomatische Geschick des Agathokles. Er verhandelte mit dem karthagischen Befehlshaber Hamilkar und bewog ihn zum Abzug. Angeblich schlossen die beiden Feldherrn sogar einen persönlichen Bund, da sie beide in ihren Heimatstädten die Alleinherrschaft anstrebten. Nach dem Verlust der karthagischen Verbündeten war Syrakus isoliert. Die Bürgerschaft, die offenbar nicht für die Oligarchen kämpfen wollte, beschloss, Agathokles die Heimkehr zu gestatten. Er verpflichtete sich eidlich, keine Tyrannis anzustreben, und wurde daraufhin 319/318 v. Chr. von den Syrakusern zum Feldherrn gewählt.

### Staatsstreich
Die Stellung des Agathokles innerhalb der Stadt Syrakus war zunächst die eines regulären Feldherrn mit begrenzten Vollmachten. Sein Amtstitel war Feldherr und Hüter des Friedens. An den anderen befestigten Orten seines Machtbereichs hatte er jedoch als strategós autokrátor ein unbeschränktes militärisches Kommando und den Amtstitel, der früher die Rechtsgrundlage für die Tyrannenherrschaft Dionysios’ I. gebildet hatte. In Syrakus widerstand ihm die weiterhin bestehende oligarchische Gruppe der Sechshundert. Drei Jahre benötigte Agathokles zur Vorbereitung der Ausschaltung dieser Gegner. Dabei machte er sich den Gegensatz zwischen den nichtgriechischen Sikelern und den Syrakusern sowie die sozialen Spannungen zwischen der armen Stadtbevölkerung und den Wohlhabenden zunutze. Unter dem Vorwand militärischer Abwehrmaßnahmen gegen äußere Feinde konnte er, ohne Verdacht zu erregen, eine schlagkräftige Truppe zusammenstellen, die aus ihm persönlich ergebenen, zum Umsturz bereiten sikelischen und griechischen Kämpfern bestand.
Schließlich wagte Agathokles 316/315 v. Chr. den entscheidenden Schritt. An einer Besprechung, zu der er führende Persönlichkeiten der Gegenpartei eingeladen hatte, beschuldigte er die etwa vierzig anwesenden Oligarchen, einen Anschlag gegen ihn zu planen, und ließ sie festnehmen. Seine Bewaffneten forderten die Bestrafung der Schuldigen, worauf er die Verhafteten umgehend töten ließ. Die Trompeter bliesen das Zeichen zum Kampf, und es begann ein allgemeines Gemetzel in der Stadt, dem die Vornehmen und ihre Parteigänger zum Opfer fielen. Ihre Häuser wurden geplündert. Angeblich wurden mehr als 4000 Menschen erschlagen, die nur wegen ihrer Zugehörigkeit zur Oberschicht suspekt waren. Mehr als 6000 sollen aus der Stadt entkommen sein, obwohl die Tore verriegelt wurden. Sie flohen großteils nach Agrigent. Durch den Verlust ihres Besitzes waren sie der finanziellen Basis für künftige feindliche Aktivitäten beraubt.
Anschließend berief Agathokles eine Volksversammlung ein, in der er als Retter der Demokratie vor den Machenschaften der Oligarchen auftrat und zugleich seinen Rücktritt von seinem Amt und Rückzug ins Privatleben bekanntgab. Seine Anhänger forderten jedoch stürmisch, er solle die Staatsleitung übernehmen. Darauf erklärte er sich bereit, wieder Feldherr zu werden, aber nur, wenn er das Amt diesmal ohne Kollegen ausüben könne, also als alleiniger Feldherr mit unbeschränkter Vollmacht (strategós autokrátor). Das Volk wählte ihn wie gewünscht und übertrug ihm zugleich eine allgemeine „Fürsorge für den Staat“ (epiméleia tes póleos). Darauf stellte er Schuldenerlass und Landverteilung in Aussicht, zwei traditionell populäre Programmpunkte.

### Staatsrechtliche Stellung

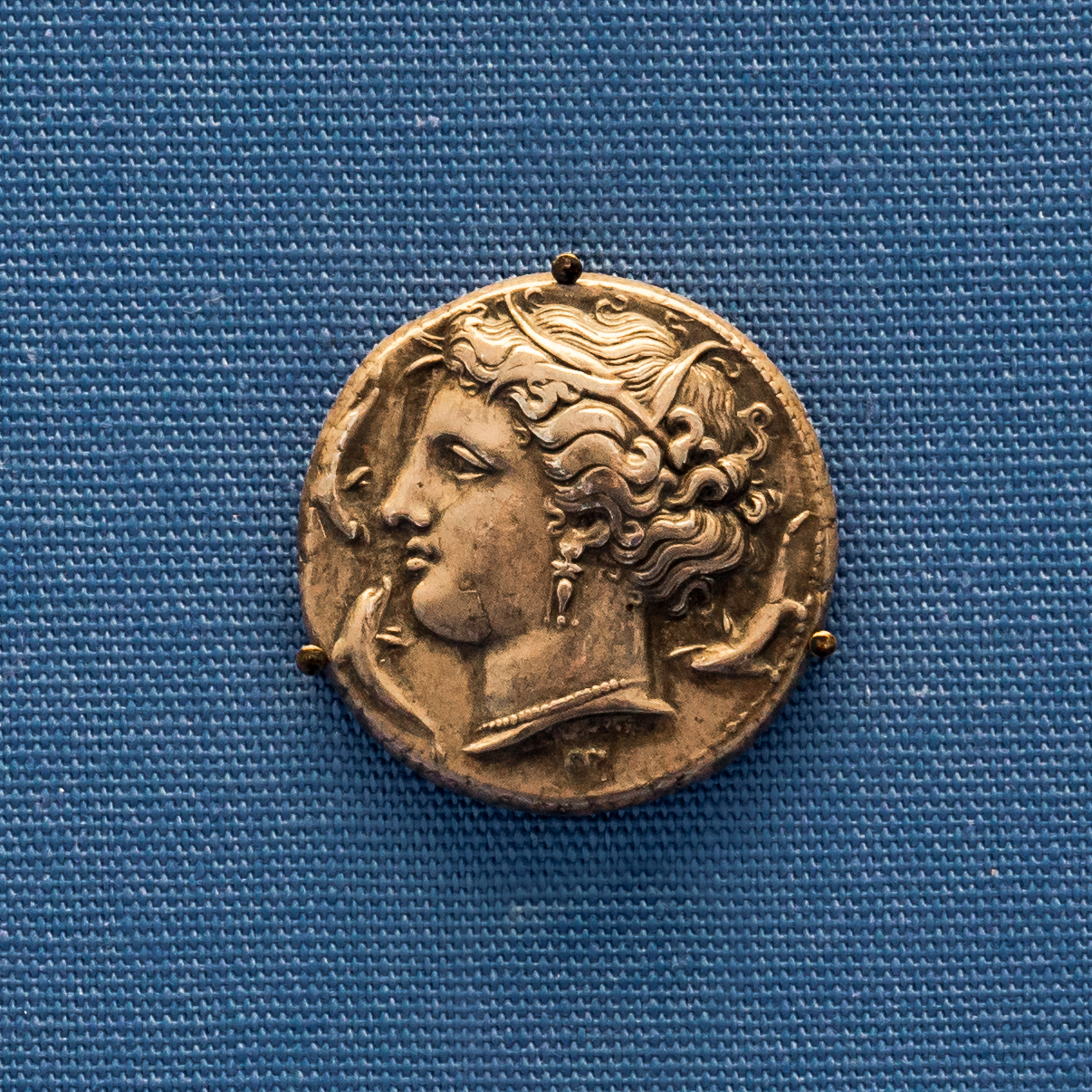
Syrakusische Münze mit Arethusa aus der Zeit des Agathokles

Die außerordentlichen Vollmachten, die Agathokles erhielt, waren nicht befristet und auch nicht mit einer außergewöhnlichen Bedrohung durch äußere Feinde oder einer Bürgerkriegssituation begründet. Sie bedeuteten die Einführung eines starken und dauerhaften monarchischen Elements in die Verfassung. Als unbeschränkt bevollmächtigter Feldherr durfte Agathokles Bürgertruppen ausheben, Söldner anwerben, wohl auch außerordentliche Kriegssteuern ausschreiben, jedenfalls nach seinem Ermessen alle erforderlichen Rüstungen zu Lande und zur See durchführen. Hinzu kamen zivile Befugnisse im Rahmen der „Fürsorge für den Staat“. Im Kriegsfall war er automatisch Oberkommandierender. Der Kampfeinsatz von Bürgertruppen bedurfte aber wohl weiterhin eines Volksbeschlusses. Wie schon früher unter dem Tyrannen Dionysios I. bestand die demokratische Verfassung formal weiter, und die Volksversammlung trat weiterhin zusammen.
Faktisch bedeutete der Staatsstreich von 316/315 den Beginn der Tyrannenherrschaft. Allerdings war es staatsrechtlich keine Tyrannis; vielmehr war Agathokles der legal gewählte Leiter des syrakusischen Staates, seine außerordentlichen Befugnisse waren durch einen demokratischen Beschluss legitimiert. Da der genaue Umfang der Vollmachten, die das Volk Agathokles erteilte, nicht bekannt ist, lässt sich schwer einschätzen, ob er sich mit allen seinen späteren Zwangsmaßnahmen, insbesondere der rabiaten Geldbeschaffung zur Finanzierung der Kriegsführung, im Rahmen seiner Kompetenz hielt oder diese teilweise willkürlich überschritt. Im Unterschied zum typischen Tyrannenverhalten legte er sich keine Leibwache zu und legte keinen Wert auf Unnahbarkeit. Auch später, als er den Königstitel annahm, änderte sich dieser Zustand nicht; verfassungsrechtlich blieb er weiterhin der höchste Beamte des Staates. Während Dionysios I. in seinem eigenen Namen Verträge geschlossen hatte und die Bundesgenossen mit ihm persönlich verbündet waren, war unter Agathokles nur die Bürgerschaft staatsrechtliches Subjekt und Vertragspartner der gegnerischen Mächte und der Bundesgenossen.

### Militärische Expansion

Der Aktionsraum des Agathokles in Süditalien

Zunächst befasste sich Agathokles mit der Unterwerfung der feindlichen Städte im griechischen Teil Siziliens. Zentren des Widerstands waren Agrigent, Gela und Messina. Diese drei Städte, in denen viele oligarchisch gesinnte Flüchtlinge aus Syrakus Zuflucht gefunden hatten, schlossen auf Initiative von Agrigent ein Bündnis. Die Agrigenter holten als Feldherrn einen Königssohn aus Sparta namens Akrotatos, da sie befürchteten, ein einheimischer Befehlshaber könne sich zum Tyrannen aufschwingen. Der Spartaner bewährte sich jedoch nicht, sondern löste nur auf der Seite der eigenen Kräfte einen inneren Konflikt aus und ergriff dann die Flucht. Andererseits gelang es den Syrakusern nicht, Messina einzunehmen. Keine der beiden Seiten konnte einen entscheidenden Erfolg verbuchen. Da die Karthager in den syrakusischen Expansionsbestrebungen eine Bedrohung sahen, griffen sie zugunsten der bedrohten Städte ein. Der karthagische Befehlshaber Hamilkar vermittelte 314/313 einen Frieden, der zwar die Autonomie aller Griechenstädte außerhalb des karthagischen Machtbereichs festlegte, aber den Syrakusern die Hegemonie zugestand. Die Anerkennung des Hegemonieanspruchs war ein bedeutender Erfolg des Agathokles; in Karthago wurde Hamilkar wegen dieser Konzession kritisiert.
Nun konnte Agathokles seine Macht erweitern, wobei er sich auf die Hegemonie-Klausel in dem für Syrakus vorteilhaften Vertrag stützte. Da keine kampfkräftige karthagische Streitmacht auf Sizilien stationiert war, sah er sich ungehindert. Rasch konnte er zahlreiche Städte und befestigte Ortschaften in seine Gewalt bringen und massiv aufrüsten. In Messina setzten sich 313/312 seine Anhänger gegen die Oligarchen durch, so dass er mit seinen Truppen kampflos einziehen konnte. Auch die Stadt Tauromenion an der Ostküste fiel in seine Hand. Seine Gegner ließ er überall umbringen. Dann wandte er sich gegen Agrigent.

### Krieg gegen Karthago
Die aus Syrakus geflohenen Oligarchen waren durch die Erfolge des Agathokles in eine bedrohliche Lage geraten. Daher sah sich ihr Anführer Deinokrates gezwungen, Karthago um Hilfe zu bitten. Erst jetzt erkannten die Karthager das Ausmaß der Gefahr; sie stellten Hamilkar wegen seiner Versäumnisse unter Anklage und begannen den Krieg.

#### Erste Kriegsphase (311 bis Sommer 310)
Die Karthager eröffneten den Kampf im Jahr 311 mit der Entsendung einer Flotte, die Agathokles zum Abzug von Agrigent zwang. Zunächst kämpften die syrakusischen Truppen erfolgreich gegen die Oligarchen, deren Heer bei Galaria im Gebiet des heutigen Caltagirone eine Niederlage erlitt. Die Karthager riskierten vorerst keine offene Feldschlacht, entsandten aber im Jahr 310 auf einer überlegenen Flotte von 130 Kriegsschiffen ein größeres Heer von über 14.000 Mann. Inzwischen war Hamilkar gestorben. Die karthagische Streitmacht stand unter dem Befehl eines neuen Feldherrn, der ebenfalls Hamilkar hieß. Auf der Überfahrt erlitten die Karthager durch einen Sturm schwere Verluste; 60 Schiffe sanken. Nach der Landung konnte Hamilkar jedoch sein Heer durch Anwerbung von Söldnern und durch die Vereinigung mit den Truppen seiner griechischen Bundesgenossen auffüllen. Im Gebiet von Gela trat er Agathokles mit überlegenen Streitkräften entgegen. Er verfügte über etwa 45.000 Mann. Im Juni 310 kam es zur Schlacht am Himeras, welche die Karthager nach Anfangserfolgen der Griechen schließlich gewannen; Agathokles verlor 7000 Mann. Dabei spielten auf der karthagischen Seite die Steinschleuderer von den Balearischen Inseln eine wichtige Rolle. Verhängnisvoller als die Verluste in der Schlacht war für Agathokles der Frontwechsel zahlreicher Städte und Ortschaften, die nun auf die Seite des Siegers traten. So brachte der karthagische Feldherr ganz Sizilien mit Ausnahme von Syrakus in seine Gewalt; Agathokles musste sich nach Syrakus zurückziehen und sich dort belagern lassen.

#### Zweite Kriegsphase (Sommer 310 bis 309)
Wegen der Überlegenheit der karthagischen Flotte konnte Agathokles die Blockade von Syrakus nicht verhindern. Dadurch drohte er in der eingeschlossenen Stadt in eine aussichtslose Lage zu geraten. Daher beschloss er bei günstiger Gelegenheit auszubrechen. Als die Karthager durch die Ankunft von Versorgungsschiffen abgelenkt waren, verließ er am 14. August 310 mit sechzig Schiffen und dem besten Teil seiner Truppen, etwa 14.000 Mann, den Hafen und entkam den verfolgenden Karthagern knapp durch den Einbruch der Nacht. An dem Ausbruch beteiligt waren neben Bürgern von Syrakus und griechischen Söldnern auch Samniten, Etrusker und Kelten. Das Ziel des Unternehmens, die Invasion in Afrika zur Entlastung der Heimatfront, wurde auch vor den eigenen Soldaten streng geheim gehalten. Um die Karthager zu täuschen, segelten die Griechen nicht südwärts, sondern wählten einen Umweg entlang der sizilischen Nordküste. Nach sechstägiger Fahrt landete die Flotte in Afrika, an der Westküste der tunesischen Halbinsel Kap Bon, in deren Nähe Karthago lag. Agathokles ließ die Flotte verbrennen, da er keine Möglichkeit hatte, sie zu bewachen. So begann er ohne Rückzugsmöglichkeit den Vormarsch.
Die Karthager waren völlig überrascht. Sie waren in ihrer gesamten bisherigen Geschichte noch nie in ihrem Kernland angegriffen worden, daher hatten sie dort nur wenige Festungen und eine geringe Truppenpräsenz. Das Land war außerordentlich reich und fruchtbar, daher machten die Angreifer große Beute. Sie nahmen zwei Städte ein. In aller Eile stellten die Karthager aus der Bürgerschaft ein Heer auf, das 40.000 Mann zu Fuß, 1000 Reiter und 2000 Streitwagen umfasste. Diese Streitmacht war den 14.000 Mann der Gegenseite zwar zahlenmäßig weit überlegen, aber an Ausbildung und Erfahrung unterlegen. Außerdem rivalisierten die karthagischen Befehlshaber untereinander. Die Griechen siegten, und die Karthager zogen sich hinter die Mauern Karthagos zurück, obwohl sie keine schweren Verluste erlitten hatten. So entstand die eigenartige Lage, dass jede der beiden Seiten die Hauptstadt der anderen bedrohte.
Die Karthager befahlen Hamilkar, der weiterhin Syrakus belagerte, ihnen einen Teil seiner Streitkräfte zu schicken. Er sandte 5000 Mann nach Afrika. Inzwischen hatte Agathokles eine Reihe von Küstenstädten sowie befestigte Ortschaften in der Nähe von Karthago eingenommen, darunter Tynes, das heutige Tunis. Außerdem gewann er Ailymas, einen König der dort lebenden Libyer, zum Bundesgenossen. Nach der Eroberung des Küstengebiets wandte er sich dem Landesinneren zu, um erst das Hinterland zu unterwerfen und dann den entscheidenden Stoß gegen Karthago zu führen. Einen Gegenangriff schlug er zurück.
Auch auf Sizilien kam es im Jahr 309 zu einer Wende. Die Syrakuser, die unter dem Befehl von Agathokles’ Bruder Antandros standen, erzielten einen großen Erfolg. Sie konnten einem Angriff der karthagischen Belagerer und ihrer Verbündeten, der Oligarchen unter Deinokrates, zuvorkommen und das feindliche Heer bei seinem Anmarsch in der Nacht überraschend angreifen und schlagen. Hamilkar geriet in Gefangenschaft und wurde dann getötet, sein abgeschlagener Kopf zu Agathokles nach Afrika geschickt. Nach dieser schweren Niederlage der Karthager wurden sie aus zahlreichen griechischen Städten und Ortschaften vertrieben.

#### Dritte Kriegsphase (309 bis 307)

Der afrikanische Kriegsschauplatz

In Afrika geriet Agathokles plötzlich in eine äußerst gefährliche Krise, die zeigt, dass er kein unumschränkt herrschender Tyrann war, sondern auf den demokratischen Geist im Heer Rücksicht nehmen musste. Sein Sohn Archagathos hatte nach einem Gelage einen hohen Offizier, mit dem er in Streit geraten war, im Affekt getötet. Die Freunde des Opfers wollten Rache, und das Heer forderte den Tod des Archagathos. Die Soldaten meinten, Agathokles müsse seinen Sohn ausliefern oder, falls er sich weigerte, selbst sterben. Sie setzten Agathokles ab, stellten ihn unter Bewachung und wählten neue Feldherrn. Als die Karthager das erfuhren, luden sie die rebellischen Offiziere zum Überlaufen ein und stellten dafür hohe Zahlungen in Aussicht. Viele Kommandeure waren dazu bereit. Schließlich gelang es jedoch Agathokles, mit einer Rede das Heer umzustimmen und seine Wiedereinsetzung zu erreichen. Sofort darauf unternahm er einen Angriff auf die überraschten Karthager, die mit einer Auflösung seiner Armee gerechnet hatten, und fügte ihnen schwere Verluste zu. Danach kam es zu weiteren Kämpfen, die aber zu keinen bedeutenden Veränderungen des Kräfteverhältnisses führten.
Ein ständiges Problem war der Geldmangel, der zu Rückständen bei den Soldzahlungen führte und damit Unzufriedenheit im Heer hervorrief. Der naheliegende Ausweg, den Soldaten Plünderungen zu gestatten und von der Bevölkerung der eroberten Gebiete Zwangsabgaben zu erpressen, kam kaum in Betracht, da die Griechen auf das Wohlwollen ihrer afrikanischen Verbündeten angewiesen waren und darauf achten mussten, dass die Afrikaner nicht die Front wechselten.
Agathokles benötigte zusätzliche Truppen, um einen kriegsentscheidenden Vorteil zu erlangen. Daher verbündete er sich mit dem Makedonen Ophellas, einem früheren Gefährten Alexanders des Großen, der nun Statthalter des in Ägypten regierenden Diadochen Ptolemaios I. in der Kyrenaika (Ostlibyen) war. Ophellas hatte den Ehrgeiz, eine eigenständige Herrschaft zu begründen. Agathokles bot ihm als Belohnung für militärische Hilfe an, ihm künftig nach einer Vernichtung des Karthagerreichs dessen Gebiet zu überlassen und sich nach Sizilien zurückzuziehen. Auf diesen Vorschlag ging Ophellas ein. Er warb zahlreiche Söldner an, besonders in Athen, und zog mit rund 11.000 Kämpfern nach Westen zu Agathokles. Für den abenteuerlichen und beschwerlichen Marsch durch die Wüste benötigte er über zwei Monate. Schon bald nach seiner Ankunft beschuldigte ihn Agathokles des Verrats, ließ ihn töten und gliederte die neuen Truppen in sein Heer ein. Ob dieses Vorgehen von Anfang an geplant war oder ob es zwischen den beiden Befehlshabern zu einem Konflikt um den Oberbefehl kam, ist unklar; die Agathokles feindlich gesinnte Überlieferung stellt es als perfiden Verrat dar.
In der Folgezeit gelang es Agathokles, sein afrikanisches Herrschaftsgebiet abzurunden und die Stadt Karthago zunehmend zu isolieren. Durch diese Erfolge erreichte er den Höhepunkt seiner Machtentfaltung in Afrika, und eine Einschließung Karthagos rückte in den Bereich des Möglichen. Allerdings konnte er die Stadt nur auf der Landseite vom Nachschub abschneiden, da ihm für eine Seeblockade noch die erforderliche Flotte fehlte. Ein Sturmangriff von der Landseite her schien wegen der starken, leicht zu verteidigenden Befestigungen aussichtslos. Maßnahmen zur Schaffung der benötigten Seestreitmacht durch Schiffsbau waren schon im Gang, als aus Sizilien ungünstige Nachrichten eintrafen, die Agathokles dazu bewogen, mit nur 2000 Soldaten dorthin zurückzukehren. Den Oberbefehl in Afrika überließ er seinem Sohn Archagathos.
Auf Sizilien konnten die Karthager trotz der Niederlage ihres Heeres den Druck auf Syrakus aufrechterhalten, ihre Flotte blockierte die Stadt weiterhin. Die Agrigenter und die Oligarchen unter Deinokrates waren nach wie vor schlagkräftig, ihre Parole der Autonomie für die Griechenstädte war populär. Kurz vor dem Eintreffen des Agathokles besiegten jedoch seine Feldherren trotz zahlenmäßiger Unterlegenheit die Agrigenter. Er selbst konnte mehrere Städte in seine Gewalt bringen, doch gelang es Deinokrates, ein Heer von fast 20.000 Infanteristen und 1500 Kavalleristen zusammenzubringen. Da Agathokles über keine Streitmacht von vergleichbarer Stärke verfügte, wich er dem Kampf aus.
Inzwischen verschlechterte sich die Lage des Archagathos in Afrika dramatisch. Die Bevölkerung war zunehmend der griechischen Präsenz überdrüssig geworden, an vielen Orten musste lokaler Widerstand in teils verlustreichen Kämpfen gebrochen werden, und die Karthager gingen mit 30.000 Mann zur Offensive über. Es zeigte sich, dass Archagathos nicht über die strategische Begabung seines Vaters verfügte. Zwei getrennt operierende Heeresteile der Griechen erlitten schwere Niederlagen, wobei insgesamt rund 13.000 Mann fielen, darunter etwa 1000 Berittene. Darauf verloren die Griechen viele ihrer einheimischen Bundesgenossen und gerieten in größte Gefahr.

#### Vierte Kriegsphase (307 bis 306)
Es gelang Agathokles, ein Bündnis mit etruskischen Städten zu schließen. Mit Unterstützung einer etruskischen Flotte von 18 Schiffen errang er einen Seesieg über die Karthager, deren Befehlshaber fiel. Daraufhin mussten die Karthager die Blockade von Syrakus aufgeben. Auch zu Lande war ein syrakusisches Heer gegen die Agrigenter erfolgreich. Wegen der katastrophalen Entwicklung in Afrika musste Agathokles jedoch im Herbst 307 dorthin zurückkehren.
In Afrika verfügte Agathokles nur noch über 12.000 griechische und italische Fußsoldaten und 1500 Berittene; die Loyalität seiner libyschen Verbündeten, rund 10.000 Mann, war zweifelhaft. Nach einem fehlgeschlagenen Angriff auf das karthagische Lager, der ihn etwa 3000 Mann kostete, verlor er seine letzten libyschen Bundesgenossen und geriet so in eine aussichtslose Lage. Mit dem Heer nach Sizilien zurückkehren konnte er nicht, da ihm die dafür benötigte Schiffskapazität fehlte und die feindliche Flotte die Seeherrschaft innehatte. Daher fuhr er im Oktober oder November 307 mit nur wenigen Vertrauten nach Sizilien, um dort Schiffe zu beschaffen.
Die zurückgelassenen Soldaten betrachteten die Abfahrt des Oberbefehlshabers als Verrat. Sie meuterten, töteten die beiden Söhne des Agathokles, wählten sich Feldherrn und verhandelten mit den Karthagern über die Kapitulation. Die Kapitulationsbedingungen, die sie erhielten, waren günstig; sie durften entweder als Söldner ins karthagische Heer eintreten oder sich auf Sizilien im dortigen karthagischen Machtbereich niederlassen. Nur einige Stadtkommandanten blieben Agathokles treu. Die Karthager nahmen diese Städte ein und kreuzigten die gefangenen Befehlshaber.

#### Kriegsende
Trotz der vernichtenden Niederlage seiner Streitkräfte in Afrika wollte Agathokles den Kampf gegen Karthago nicht aufgeben. Er plante neue Rüstungen und trieb dafür Gelder ein. In der verbündeten Stadt Segesta erhob sich Widerstand gegen seine fiskalischen Zwangsmaßnahmen, den er hart bestrafte. Angeblich ließ er alle erwachsenen Segestaner – die Stadt soll 10.000 Einwohner gehabt haben – an einem einzigen Tag umbringen, die Kinder in die Sklaverei verkaufen. Allerdings geht der überlieferte Bericht über diesen Vorgang auf eine sehr tyrannenfeindliche Quelle zurück; daher ist mit Verzerrungen und Übertreibungen zu rechnen.
Einen schweren Rückschlag erlitt Agathokles auf Sizilien, als sein Feldherr Pasiphilos mit einem Teil der Truppen zu den Oligarchen überlief und darauf auch mehrere Städte von ihm abfielen. Nun sah der Tyrann ein, dass der Zweifrontenkrieg gegen die Karthager und seine sizilischen Gegner nicht zu gewinnen war. Verhandlungen mit Deinokrates, dem er weitreichende Zugeständnisse anbot, scheiterten. Erfolgreich waren hingegen die Verhandlungen mit den Karthagern, die 306 zum Friedensschluss führten. Die Grenze zwischen dem griechischen und dem karthagischen Gebiet auf Sizilien blieb die alte aus der Vorkriegszeit. Somit verschaffte der Krieg keiner der beiden Seiten einen territorialen Gewinn. Immerhin erreichte Agathokles, dass die Karthager die Einstellung der Feindseligkeiten mit Gold im Wert von 300 (nach einem abweichenden Bericht 150) Talenten Silber und 200.000 Scheffeln Getreide bezahlten.

### Sieg über die Oligarchen
Nach dem Friedensschluss konnte Agathokles alle verfügbaren Kräfte für den Kampf gegen die Anhänger der Oligarchie einsetzen. Die Entscheidungsschlacht fand bei Torgion, einem nicht identifizierten Ort in Zentralsizilien statt. Agathokles soll nur noch über knapp 5000 Fußsoldaten und etwa 800 Reiter verfügt haben, während sein oligarchischer Gegenspieler Deinokrates 25.000 Infanteristen und 3000 Mann Kavallerie aufbot. Agathokles siegte, da ein Teil der feindlichen Streitmacht während der Schlacht zu ihm überlief. Angeblich ordnete er nach seinem Sieg die Ermordung von Tausenden von Gefangenen an. Deinokrates hingegen wurde nicht nur verschont, sondern Agathokles versöhnte sich sogar mit ihm und machte ihn zu einem seiner Unterfeldherren. Damit war die endgültige Entscheidung im Kampf gegen die oligarchischen Kräfte gefallen. Deinokrates wandte sich nun gegen seine bisherigen Mitstreiter. Er lieferte dem Tyrannen die Stützpunkte der Oligarchen aus und ließ den Überläufer Pasiphilos töten. Dank diesem Erfolg konnte Agathokles den griechischen Teil Siziliens ganz oder fast ganz unterwerfen. Unklar und in der Forschung umstritten ist, ob Agrigent seine Unabhängigkeit bewahren konnte. Von da an blieb die Herrschaft des Tyrannen bis zu seinem Tod unangefochten.

### Königtum
Im Jahr 305 oder 304 nahm Agathokles nach dem Vorbild der Diadochen im ehemaligen Reich Alexanders des Großen den Königstitel an. Er nannte sich ebenso wie die hellenistischen Monarchen nur König (basileus) ohne Beifügung eines Landes- oder Volksnamens. Sein Königtum war somit rein personal und formal nicht an ein Volk oder Land gebunden. Es bezog sich auf alle Gebiete, die er unter seine Herrschaft bringen konnte.
Nach einer Hypothese von Helmut Berve nahm die Polis Syrakus, wo Agathokles offiziell weiterhin der vom Volk bevollmächtigte Feldherr (strategós autokrátor) war und die „Fürsorge“ ausübte, rechtlich eine Sonderstellung ein. Dieser Meinung zufolge bezog Agathokles die Stadt nicht offiziell in seine Königsherrschaft ein, da er formal auf die alte Verfassung Rücksicht nahm. In der neueren Forschung wird die mutmaßliche Sonderstellung jedoch abgelehnt.
Wenngleich der Herrscher seinen Anspruch auf die Königswürde auch in der Hauptstadt geltend machte, legte er Wert auf Volksnähe. Er verzichtete darauf, nach Tyrannenart einen Palast oder eine Burg zu bauen, richtete keinen Königshof mit Hofämtern ein und trug kein Diadem als Zeichen der Königswürde, sondern nur einen Kranz. Somit verzichtete er auf wesentliche Elemente der monarchischen Selbstdarstellung. Nach einer spöttischen anekdotischen Überlieferung wollte er mit dem Kranz seinen Haarausfall verbergen.

### Münzprägung und bildliche Darstellung

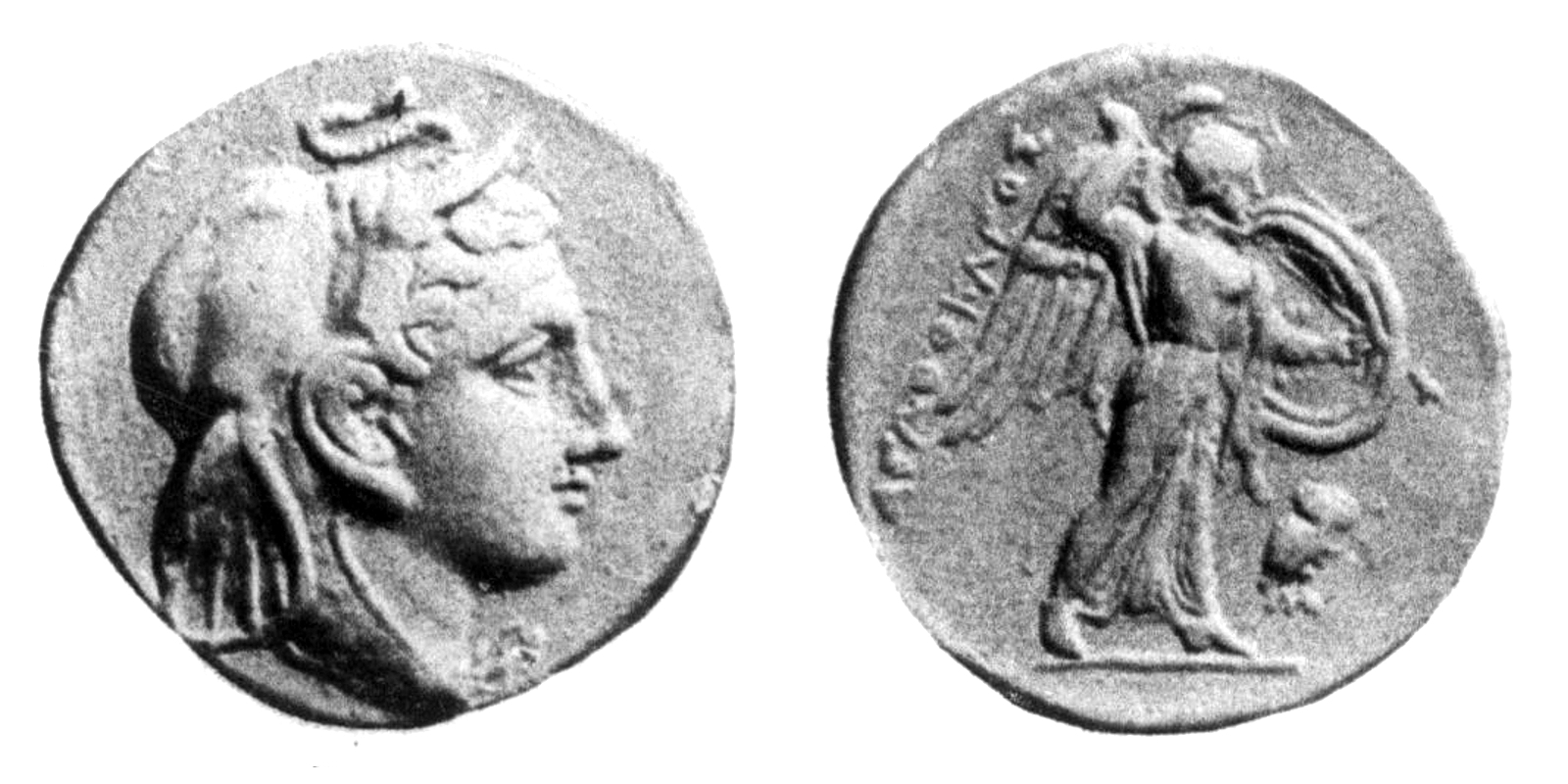
Münze (Goldstater) des Agathokles. Avers: Kopf Alexanders des Großen mit Elefantenskalphaube; Revers: geflügelte Athena Promachos mit Legende „[Münze des] Agathokles“

Die Münzhoheit ging schrittweise von der Stadt Syrakus auf Agathokles über. In der bis 310 dauernden Anfangsphase wurden auf allen Münzen ausschließlich die Syrakuser als Münzherren genannt. In der folgenden Phase, von 310 bis 306, erschien der Name des Tyrannen auf den Rückseiten von Silbermünzen zur Verherrlichung seiner militärischen Erfolge neben dem Bild der halbbekleideten Siegesgöttin Nike mit einem Siegesmal. Dabei wurden anfangs noch die Syrakuser, die weiterhin Münzherren waren, auf der Vorderseite genannt; später fungierte für Silberprägungen Agathokles als Münzherr, während die Bronzeprägung den Syrakusern überlassen blieb. Nach der Erlangung der Königsherrschaft führte Agathokles auch auf den Münzen den Königstitel. Für einen Goldstater dienten ihm Tetradrachmen Ptolemaios’ I., die den Kopf Alexanders des Großen mit einer Elefantenkopfhaut anstelle eines Helms zeigen, als Vorbild. Agathokles ging aber im Unterschied zu anderen hellenistischen Königen nie so weit, sich auf den Münzen abbilden zu lassen. Die Münzprägung fand bis auf wenige Ausnahmen nur noch in Syrakus statt.
Cicero erwähnte im Jahr 70 v. Chr. in seiner zweiten Rede gegen Verres wertvolle Gemälde, die nach seinen Angaben Gaius Verres, der korrupte ehemalige Statthalter der Provinz Sizilien, aus dem Tempel der Athene auf Ortygia, einer Insel in Syrakus, gestohlen hatte. Der Beschuldigung zufolge entwendete Verres Bildnisse der sizilischen Könige und Tyrannen sowie ein Bild, das eine Reiterschlacht des Königs Agathokles zeigte. Die Darstellung der Reiterschlacht war nach Ciceros Worten für die Syrakuser die bedeutendste Sehenswürdigkeit ihrer Stadt. Vermutlich hatte Agathokles diese Bilder, darunter sein eigenes Porträt, als Weihgeschenke an die Göttin anfertigen und im Tempel aufhängen lassen.
Eine Büste, die wahrscheinlich Agathokles darstellt, befindet sich in den Vatikanischen Museen. Sie zeigt ihn mit Myrtenkranz.

### Expansion außerhalb Siziliens
Im Jahr 304 überfiel Agathokles die Insel Lipara (heute Lipari) und zwang die Bewohner zur Tributzahlung; wahrscheinlich hat er die Liparischen Inseln annektiert. Er griff auch auf dem süditalischen Festland ein, wo er auf der Seite der Griechenstadt Tarent erfolgreich an Kämpfen gegen dortige Italiker teilnahm. Seine Absicht war, die syrakusische Oberherrschaft im Süden des Festlands zu etablieren. Durch einen Überfall gelang ihm die Einnahme der Stadt Kroton, die über einen bedeutenden Handelshafen verfügte. Die militärischen Auseinandersetzungen mit den widerspenstigen Bruttiern in Kalabrien verliefen wechselhaft und waren verlustreich. Ein weiteres Ziel des Tyrannen war die Kontrolle des Seewegs zwischen Griechenland und Süditalien. Um diese Seeverbindung zu sichern, besetzte Agathokles um 299 die westgriechische Insel Korkyra (Korfu), nachdem seine Flotte einen bedeutenden Seesieg über die Streitmacht des makedonischen Königs Kassander errungen hatte, der ebenfalls die Insel in seinen Machtbereich eingliedern wollte. Mit dieser Intervention mischte sich Agathokles in die Diadochenkämpfe ein und machte auch in Griechenland einen Herrschaftsanspruch geltend.
In seinen letzten Lebensjahren plante Agathokles einen neuen Großangriff auf das karthagische Reich, zu dessen Vorbereitung er gewaltige Anstrengungen unternahm. Er ließ eine Flotte von 200 Schiffen ausrüsten. Das Ziel war die vollständige Vertreibung der Karthager aus Sizilien. Durch den Tod des Tyrannen kam dieses Unternehmen nicht zustande.

### Familienpolitik
Zur Zeit seines Königtums war Agathokles einer der mächtigsten Herrscher der griechischsprachigen Welt und betrieb eine weit ausgreifende Heiratspolitik. Zwei Söhne seiner ersten Gattin, Archagathos und Herakleides, waren in Afrika umgekommen; ein dritter Sohn aus dieser Ehe, der nach dem Ende des Karthagerkriegs in Unteritalien als Befehlshaber auftauchte, hat seinen Vater offenbar ebenfalls nicht überlebt. Aus der zweiten Ehe mit einer Frau namens Alkia hatte er einen Sohn, der ebenfalls Agathokles hieß. Auch seine Tochter Lanassa stammte wahrscheinlich aus dieser Ehe. In dritter Ehe heiratete er um 295 v. Chr. Theoxene, eine Prinzessin aus dem ägyptischen Königshaus der Ptolemäer. Sie war wahrscheinlich keine Tochter, sondern eine Stieftochter des Königs Ptolemaios I. Der Hintergrund zu diesem Schritt war wohl in erster Linie der gemeinsame Gegensatz der beiden Könige zu Karthago. Mit Theoxene hatte Agathokles zwei Söhne. Kurz vor seinem Tod schickte er seine Gattin samt ihrer Mitgift und den beiden Kindern vorsichtshalber nach Ägypten zurück, denn er wollte Theoxene und die noch kleinen Söhne aus den erwarteten blutigen Machtkämpfen heraushalten.
Seine Tochter Lanassa verheiratete Agathokles mit Pyrrhos I., dem König der Molosser in Epirus, und gab ihr Korkyra als Mitgift; er betrachtete die Insel also als persönlichen Besitz. Später trennte sich Lanassa von Pyrrhos; sie löste die Ehe auf und nahm auf Korkyra Residenz. Die Insel war nicht von Truppen des Pyrrhos besetzt gewesen, sondern militärisch unter der Kontrolle des Agathokles geblieben. Lanassa heiratete dann den makedonischen König Demetrios I. Poliorketes und brachte Korkyra als Mitgift in die neue Ehe ein. Diese Heirat markierte einen Allianzwechsel des Agathokles im Konflikt zwischen Pyrrhos und Demetrios.

### Tod
Das Ende der Herrschaft des Agathokles war von einem Machtkampf zwischen seinem Sohn Agathokles aus der zweiten Ehe und seinem Enkel Archagathos überschattet. Archagathos war ein Sohn des Archagathos, der aus der ersten Ehe des Agathokles stammte und auf dem afrikanischen Feldzug umgekommen war. Agathokles entschied sich für seinen gleichnamigen Sohn als Nachfolger und sandte ihn als neuen Befehlshaber zu den in der Nähe des Ätna stehenden Streitkräften, die damals noch Archagathos unterstanden. Der Enkel des Tyrannen ließ sich aber nicht ausschalten, sondern brachte den Rivalen um.
Die Glaubwürdigkeit der Berichte über die weiteren Ereignisse ist sehr zweifelhaft. Sicher ist nur, dass sich der König mit der Ermordung seines Sohnes nicht abfand und Archagathos von der Nachfolge ausschloss. Bevor er starb, gab er auf einer Volksversammlung dem Volk von Syrakus die Herrschaft zurück, zog also die Wiederherstellung der Demokratie nach seinem Tod einer Einsetzung des widerspenstigen Enkels zum Nachfolger vor. Dies bedeutete aber nicht, dass er als König abdankte. Bald nach seinem Tod wurde Archagathos umgebracht.
Die Syrakuser konfiszierten das Vermögen des verstorbenen Herrschers und beseitigten seine Statuen. Die von ihm unterworfenen Städte machten sich unabhängig.

## Rezeption

### Antike
Schon bei den zeitgenössischen Geschichtsschreibern, deren Werke heute verloren sind, gingen die Meinungen über Agathokles weit auseinander, und auch in der antiken Nachwelt fielen die Urteile zwiespältig aus. Vier Zeitgenossen – Antandros von Syrakus, Kallias von Syrakus, Duris von Samos und Timaios von Tauromenion – verfassten ausführliche Darstellungen, wobei sie die Rolle des Machthabers sehr unterschiedlich bewerteten. Antandros, ein älterer Bruder des Agathokles, war vom Herrscher mit wichtigen Aufgaben betraut worden; seine Schilderung muss positiv ausgefallen sein. Sicher tyrannenfreundlich war die Geschichte des Agathokles in 22 Büchern, die der Historiker Kallias schrieb. Kallias wurde vom Tyrannen für seine Tätigkeit bezahlt, doch dies bedeutet nicht zwangsläufig, dass sein Bericht unglaubwürdig war. Höfische Geschichtsschreibung war bei Monarchen üblich und wurde von gegnerischen Autoren als Geschichtsfälschung angeprangert. Duris von Samos verfasste eine Geschichte des Agathokles in vier Büchern. Da er selbst Tyrann seiner Heimatinsel Samos war, liegt die Vermutung nahe, dass er die Ereignisse aus einer tendenziell autokratischen Perspektive beschrieb. Überlieferte Fragmente seines verlorenen Werks deuten jedoch darauf, dass sein Bild von Agathokles nicht dezidiert positiv, sondern relativ neutral und differenziert war. Allerdings scheint er seine Schilderung literarisch ausgeschmückt zu haben.
Ganz anders urteilte der bekannteste der vier zeitgenössischen Berichterstatter, Timaios, der mit seiner äußerst negativen Bewertung die Agathokles-Rezeption der Nachwelt stark beeinflusste. Die Sichtweise dieses Historikers war von seinen Lebensumständen bestimmt: Sein Vater Andromachos hatte einerseits in seiner Heimatstadt Tauromenion als Stadtherr eine tyrannenähnliche Machtstellung eingenommen, andererseits aber mit dem Tyrannenbekämpfer Timoleon kooperiert. Timaios selbst war von Agathokles verbannt worden und hatte nach Athen ins Exil gehen müssen. Dadurch wurde er von der Möglichkeit abgeschnitten, in seiner Heimat eine dem Ansehen seiner Familie entsprechende Führungsrolle zu übernehmen. Timaios war aristokratisch gesinnt und entwarf von den meisten Tyrannen ein höchst negatives Bild. Insbesondere gegen Agathokles hegte er einen persönlichen Hass. Er warf ihm Grausamkeit, Habgier und Feigheit vor.
Auf heftige Kritik stieß das Geschichtswerk des Timaios im 2. Jahrhundert v. Chr. bei dem Historiker Polybios, der seinem Vorgänger Inkompetenz und Voreingenommenheit vorwarf. Polybios gelangte zu einer insgesamt positiven Einschätzung der Leistungen des Agathokles. Dieser sei zwar der ruchloseste aller Menschen gewesen, doch könne man sogar aus der Darstellung des Timaios ersehen, dass Agathokles hochbegabt und bewunderungswürdig gewesen sei. Der Tyrann müsse über gewaltige Fähigkeiten verfügt haben, da er als Handwerkersohn aus eigener Kraft zur Herrschaft über Sizilien und zur Königswürde aufgestiegen sei und das karthagische Großreich in schwere Gefahr gebracht habe. Polybios wies auch darauf hin, dass der ältere Scipio († 183 v. Chr.), der römische Sieger über Karthago, Agathokles und Dionysios I. von Syrakus als die beiden größten Staatsmänner und Feldherren der Geschichte gerühmt habe; sie hätten Kühnheit mit Einsicht verbunden. Offenbar beeindruckte die außerordentliche Kühnheit des Tyrannen und seine Kaltblütigkeit in schwierigsten Lagen zumindest einen Teil der antiken Nachwelt. In einer Komödie des Plautus stellt eine Figur die Taten des Agathokles neben die Alexanders des Großen.
Im 1. Jahrhundert v. Chr. verfasste der Sizilier Diodor eine Universalgeschichte, in der er in den Büchern 19, 20 und 21 die Epoche des Agathokles schilderte. Dieses Werk ist zu einem beträchtlichen Teil erhalten geblieben und stellt heute die Hauptquelle für die Taten des Tyrannen dar. Allerdings liegt das Buch 21 nicht im ursprünglichen Wortlaut vor, sondern nur in einer verkürzten byzantinischen Fassung. Diodor war sehr gut informiert, denn er hatte wahrscheinlich direkten Zugang zu den vier großen Darstellungen der Zeitgenossen des Agathokles. Zwar kritisierte er Timaios, doch er übernahm weitgehend – wenngleich etwas abmildernd – dessen negative Sichtweise, obwohl er kein grundsätzlicher Gegner autokratischer oder monarchischer Herrschaft war. Der Grund dafür könnte darin liegen, dass Diodor sikelischer Abstammung war und dem syrakusischen Autokraten dessen Kriegs- und Beutezüge ins Sikelerland und die Missachtung der sikelischen Autonomie verübelte.
Eine weitere Quelle ist die Epitome des Junianus Justinus, ein Auszug aus den verlorenen Historiae Philippicae des Pompeius Trogus, eines Historikers der beginnenden Prinzipatszeit. Trogus stützte sich auf das Werk des Timaios, die Epitome zeigt aber auch Spuren von mindestens einer weiteren von ihm herangezogenen heute verlorenen Schrift, deren Autor die Taten des Agathokles offenbar bewunderte.
Weiteres Material liefert der kaiserzeitliche Militärschriftsteller Polyainos, der in seinen Strategiká (Kriegslisten) acht kurze Erzählungen mitteilt, die er wohl teilweise Duris von Samos verdankt.
Da das Agathokles-Bild der antiken Nachwelt stark von der Darstellung des Timaios beeinflusst war, standen Berichte über tyrannische Grausamkeit im Vordergrund. Allerdings wurden die positiven Aspekte der Innenpolitik nicht ganz verschwiegen. Polybios und Diodor gaben an, dass Agathokles nach der Konsolidierung seiner Macht zu einer milden Regierungsweise übergegangen sei, und Polybios bemerkte dazu, dies werde von allen Historikern mitgeteilt. Nach Diodors Darstellung hörte der Tyrann „mit Morden und weiteren Bestrafungen auf“, „zeigte sich dem einfachen Volk gegenüber freundlich“ und „erwies Vielen Gefälligkeiten“.

### Frühe Neuzeit
Niccolò Machiavelli führte Agathokles lobend als Beispiel eines durch Umsturz an die Macht gekommenen Herrschers an, der Grausamkeit klug einsetzt, indem er sie auf die Zeit der Machtergreifung beschränkt und später nicht nur darauf verzichtet, sondern sich sogar durch Wohltaten beliebt macht. Aus diesem Grund habe er lange unangefochten regieren können.
Voltaire verfasste 1777, kurz vor seinem Lebensende, eine Tragödie Agathocle. Es war seine letzte Tragödie, eher eine Skizze als ein fertig ausgearbeitetes Werk. Die Uraufführung fand 1779 statt, ein Jahr nach dem Tod des Autors. Das Stück fand wenig Anklang und wurde nur viermal aufgeführt.

### Moderne

#### Altertumswissenschaft
In der modernen Forschung sind die Urteile über Agathokles unterschiedlich ausgefallen, je nach Einschätzung der Glaubwürdigkeit der tyrannenfeindlichen Quellen. Betont wird, dass sein politisches und militärisches Handeln ganz auf das Ziel der Vergrößerung und Sicherung seiner persönlichen Macht ausgerichtet war und dass er trotz gewaltiger Anstrengungen und spektakulärer Erfolge nichts Dauerhaftes schuf; die Regelung seiner Nachfolge missglückte völlig. Sein Persönlichkeitsbild ähnelt demjenigen der Diadochen, die seine Zeitgenossen waren.
Johann Gustav Droysen (1878) beschrieb Agathokles als den vom Charakter her wohl bedeutendsten unter seinen Zeitgenossen, „seinem Geiste nach zu allem Kühnsten und Erstaunlichsten befähigt, von glänzendem militärischen Talent, von jener Stärke des Willens, jener Härte und Konsequenz im Handeln, die das Ziel zu erreichen gewiß ist“. Er habe unermüdlich und mit hervorragender Einsicht für die Förderung seiner Untertanen gesorgt.
Helmut Berve (1967) befand, zwar seien die ungewöhnlichen militärischen und politischen Leistungen des Agathokles und „das Außerordentliche seiner machtvollen Persönlichkeit“ unbestreitbar, doch könne man ihn kaum unter „die wirklich Großen der Geschichte“ rechnen, denn er habe keinen dauerhaft besseren und gesicherteren Zustand geschaffen als den, den er vorfand. Immerhin seien die letzten fünfzehn Jahre seiner Herrschaft als Epoche relativer Stabilität zu würdigen.
Hermann Bengtson (1977) meinte, man solle sich im Urteil über die Leistungen des sizilischen Herrschers nicht von der missgünstigen Einstellung des Timaios beeinflussen lassen. Agathokles sei „unbestritten die letzte wahrhaft große Gestalt des Westgriechentums“. Er habe „im Besitze der Herrschaft Maß gehalten und sich seinen Gegnern gegenüber versöhnlich gezeigt“.
Klaus Meister (1984) plädierte für eine ausgewogene Beurteilung. Die bedeutenden Führungsqualitäten des Herrschers seien zu würdigen, doch sei auch zu beachten, dass seine Regierungszeit durch eine endlose Reihe politischer Mordtaten charakterisiert sei. Die Grausamkeiten seien keineswegs nur gegen eine oligarchische Oberschicht gerichtet gewesen, vielmehr habe auch die ärmere Bevölkerung schwer unter der Repression gelitten. Das Vorgehen des Machthabers zeige viele Merkmale einer typischen Tyrannis.
Sebastiana Nerina Consolo Langher publizierte im Jahr 2000 ihre umfangreiche Agathokles-Biographie. Sie hob als besondere Leistung hervor, dass der Herrscher die Erfordernisse seiner Zeit erkannt habe und ihnen Rechnung getragen habe, indem er eine Monarchie hellenistischen Typs schuf und die Stadtstaaten der sizilischen Griechen zu einem hellenistischen Flächenstaat zusammenfügte. Es sei ihm gelungen, den langen, verlustreichen Kämpfen zwischen Oligarchen und Demokraten ein Ende zu setzen. Mit seiner Allianzpolitik habe er einer drohenden Einkreisung durch feindliche Mächte vorgebeugt.
Michael Rathmann (2016) vermutet, dass der wirtschaftliche Aufschwung Siziliens, den Diodor auf Timoleons segensreiches Wirken zurückführt, und die damit zusammenhängende Errichtung bedeutender Bauwerke in Wirklichkeit in die Zeit des Agathokles fallen. Daraus ergäbe sich ein Bild der Prosperität im Machtbereich des Tyrannen. Rathmann macht geltend, dass auch der archäologische Befund darauf deute, dass der Aufschwung erst unter Agathokles und Hieron II. stattgefunden und zu Wohlstand geführt habe.

#### Belletristik
Der Historiker Günter Pollach schildert in einem 2008 erschienenen Roman den Lebensweg des Agathokles.